# Droga wojewódzka 372
Die Droga wojewódzka 372 (DW 372) ist eine Droga wojewódzka (Woiwodschaftsstraße) in der polnischen Woiwodschaft Niederschlesien, die Wrocław mit Siechnice und Żerniki Wrocławskie verbindet. Die Strecke liegt im Kreisfreie Stadt Wrocław und Powiat Wrocławski.
Die Gesamtlänge beträgt 36,6 Kilometer. Der erste Abschnitt von Autobahnknoten Wrocław-Psie Pole bis Radomierzyce ist 31,6 Kilometer, der zweite von Wrocław bis zur Anschlussstelle Wrocław-Zachód in Mokronos Dolny 6 Kilometer lang.